# Nadolol
Le nadolol est un médicament de la famille des bêta-bloquants non sélectif, utilisé pour traiter l'hypertension artérielle, l'angor (ou angine de poitrine) et la fibrillation atriale,. Il a également été utilisé pour prévenir les migraines et les complications de la cirrhose,. Il est pris par voie orale.

## Effets secondaires
Les effets secondaires les plus courants sont la nausée et la fatigue.

## Chimie
Le nadolol est un mélange de stéréoisomères polaire et hydrophile, avec une faible lipophilie.

Quatre stéréoisomères du Nadolol